# أندريه وادزورث
أندريه وادزورث (بالإنجليزية: Andre Wadsworth)‏ هو لاعب كرة قدم أمريكية أمريكي، ولد في 19 أكتوبر 1974 في سينت كروا في الولايات المتحدة.

## وصلات خارجية
- أندريه وادزورث على موقع مرجع كرة القدم المحترفة.كوم (الإنجليزية)
- أندريه وادزورث على موقع ميوزك برينز (الإنجليزية)